# Ervenik
Ervenik falu és község Horvátországban Šibenik-Knin megyében. Közigazgatásilag Mokro Polje, Oton, Pađene és Radučić települések tartoznak hozzá.

## Fekvése
Knintől 25 km-re északnyugatra, Dalmácia északi-középső részén, Bukovica területén, a Zrmanja mentén fekszik. A község keleti szélén halad át a Knin-Gračac főút.

## Története
A régészeti leletek tanúsága szerint ezen a területen már az őskor óta folyamatosan laktak emberek. Az évszázadokon át virágzó különböző civilizációk és kultúrák kitörölhetetlen nyomokat hagytak, a történelem előtti időkből származó halomsíroktól és várromoktól, római kori erődítményektől és síroktól , kora keresztény és kora középkori templomoktól a középkori várakig. Ennek megfelelően az egész község területén találhatók régészeti lelőhelyek. Az ember már az újkőkorszakban felismerte, hogy a környező jól védhető magaslatok alkalmasak biztonságos lakóhely számára és egészen a vaskorig több erődített települést is létesített. A kora bronzkorban kezdtek kialakulni a szárazon rakott falakkal védett városias jellegű erődített települések. A vaskorban pedig már a magaslatok alatt is létesültek erődített és falakkal nem védett települések is. Az újabb települések különösen a karsztmezők szélén és a folyóvölgyekben, valamint a főbb kereskedelmi útvonalak felett alakultak ki. A leletek tanúsága szerint a római korban már három, a mai községhez tartozó település (Mokro Polje, Oton és Pađene) is lakott volt. Különösen jelentős leletek, egy római amfiteátrum és vízvezeték maradványai kerültek elő a község határához közeli Burnumból az 55 körüli időből, amikor az egyik legnagyobb római katonai egység a 11. légió állomásozott itt. A 7. és 8. században betelepült horvátok mellett a korabeli források gyakran említik e terület morlak (Morlachi) vagy vlach (Vlahi) lakosságát is, akik egy másik sajátos kultúrát képviseltek. A „mavrovlahok”nak, vagy „fekete vlahok”nak is nevezett nép Dalmácia ősi lakossága. A „vlach” szó a nomád pásztor szinonimája is egyben, amely a román nép középkori latin elnevezése is volt. Szállásaikat „katun”oknak (catone) hívták amikor a velenceiek területének legelőire érkeztek. Ezeknek a pásztorszállásoknak a maradványai az egész Velebit alatti térségben megtalálhatók.
A község területe a középkorban a nagyhatalmak ütközési pontjába esett. Előbb a Magyar Királyság és a Velencei Köztársaság, majd a 15. századtól az Oszmán Birodalom hódító seregei harcoltak a birtoklásáért. A régi várak megtartása és megerősítése mellett újakat is emeltek. Közülük a legjelentősebbek Oton, Mokro Polje és Radučić várai. A Zrmanja mentén voltak birtokai a Keglevich családnak. Ők építették Kegalj várát, melyet 1433-ban említenek először. A Zrmanja felső folyásánál Erveniktől keletre állnak Znovigrad várának romjai. 1363-tól említik mint királyi várat. 1408-ban Luxemburgi Zsigmond Nelipcic János cetinai zsupánnak adta, majd 1413-ban Korbáviai Károly horvát-dalmát báné lett. 1636-ban Evreniken mintegy ötszáz katolikus élt, de 1674-ben a töröktől való félelmükben a velencei uralom alatt álló területre, Posedarje vidékére menekültek, ahol az „avreničani” (ervenikiek) elnevezéssel illették őket. Amikor nem sokkal később Stojan Janković felszabadította e területet a török uralom alól visszatértek korábbi lakóhelyükre. Miután 1699-ben a karlócai béke Erveniket végleg keresztény kézen hagyta ők is hozzáláttak régi templomuk, a már 1402-ben említett Szent Mihály templom újjáépítéséhez. A település ezután a Zrmanja mentén terjeszkedett. A 18. század végén megalapították katolikus plébániáját. A 20. század elején a következő települések tartoztak hozzá: Kod Varoša Sašića, Kod Dućana, Brdar, Brdo, Soline, Kriva-Draga, Brina, Jurišić Dolac, Kostica, Duboki vagy Veliki Dolac, Bristovac, Radišin-dol, Orlić, Ljut, Gredina, Bila Blaka, Strana, Sinokos, Dračevica, Žegar és Krupa összesen 618 lakossal. A településnek 1857-ben 2080, 1910-ben 2788 lakosa volt. Az első világháború után előbb a Szerb-Horvát-Szlovén Királyság, majd Jugoszlávia része lett. 1940-ben még hatszáz volt a katolikus hívek száma. 1941 decemberében a szerb szabadcsapatok a plébániát felgyújtották, a katolikus plébánost Ivan Kranjacot elhurcolták és 24-én Karácsony szenteste napján élve roston megsütötték. 1944-ben miután Drniš környéke, Drniš, Siverić és Miljevci partizán uralom alá került sok ottani horvátot hurcoltak Ervenikre, ahol megölték és elásták őket. 1991-ben már csaknem teljes lakossága (több mint 97 százalék) szerb nemzetiségű volt. Lakói még ez évben csatlakoztak a Krajinai Szerb Köztársasághoz. A horvát hadsereg 1995 augusztusában a Vihar hadművelet során foglalta vissza a települést. Szerb lakói elmenekültek. A településnek magának 2011-ben 287 lakosa volt, közülük mintegy harminc horvát.

## Lakosság
| Lakosság változása | Lakosság változása | Lakosság változása | Lakosság változása | Lakosság változása | Lakosság változása | Lakosság változása | Lakosság változása | Lakosság változása | Lakosság változása | Lakosság változása | Lakosság változása | Lakosság változása | Lakosság változása | Lakosság változása | Lakosság változása |
| ------------------ | ------------------ | ------------------ | ------------------ | ------------------ | ------------------ | ------------------ | ------------------ | ------------------ | ------------------ | ------------------ | ------------------ | ------------------ | ------------------ | ------------------ | ------------------ |
| 1857               | 1869               | 1880               | 1890               | 1900               | 1910               | 1921               | 1931               | 1948               | 1953               | 1961               | 1971               | 1981               | 1991               | 2001               | 2011               |
| 2.080              | 2.129              | 2.123              | 2.337              | 2.466              | 2.788              | 2.467              | 2.829              | 2.318              | 2.331              | 2.397              | 2.056              | 1.827              | 1.570              | 227                | 287                |

## Nevezetességei
- A Szent Mihály templom eredetileg 1402-ben épült, miután azonban szűknek bizonyult 1839-ben lebontották és 1844-re felépítették az új katolikus templomot. A templomnak két, fából faragott oltára volt. A főoltár oltárképét, mely Szent Mihály főangyalt ábrázolta a bécsi császári udvar ajándékozta a falunak.[3] a délszláv háború idején a templomot kirabolták és lerombolták. A háború után 1996-ban építették újjá. Harangtornyában két harang, a templom körül temető található.
- Szent Miklós püspök tiszteletére szentelt pravoszláv templomát[6] 1669-ben építették. A templom egyhajós, hosszúkás, keletelt épület, félköríves apszissal. Kőből épült, szabályosan faragott kövekkel. A templom belseje teljesen vakolt. A hajó nyeregtetős, míg az apszist belül félkupola fedi, kívülről pedig kőlapok borítják. A főhomlokzaton téglalap alakú, kőküszöbbel ellátott ajtó, és gótikus csúcsíves lunetta található. A lunettán színes freskó nyomai láthatók. A homlokzat oromzatának tetején kőrozetta, az oromzat tetején egy kétszintes harangdúc falazott talapzata található. A harangdúc 1817-ben épült, de a felső része újabb építésű. A templom déli homlokzatán széles kőküszöbbel ellátott ajtó és ferdekeretes ablak található. A déli homlokzat mentén kőpad került kialakításra. Az apszis közepén téglalap alakú ablak látható, ferde kőkerettel. Az északi homlokzaton egy egyszerű téglalap alakú ablak található kőkeretekkel, amely valószínűleg egy 19. századi átépítéskor került kialakításra. A templom belsejében szabályos kőlapokból készült padló található. A templom új berendezéssel és ikonosztázzal rendelkezik. Az eredeti ikonosztáz Konstantin Sudarević alkotása volt 1864-ből, az ikonok részben megmaradtak.
- Erveniktől keletre a Zrmanja felső folyásánál található Kegalj vára, a Keglevich család ősi fészke. A várat 1433-ban említik először. Mivel a közeledő török hódításnak nem tudott volna ellenállni, a család az 1520-as években elhagyta és az északnyugati országrészben vásárolt birtokaira húzódott vissza. A török kiűzése után rövid ideig a velencei szolgálatban álló Janko Mitrović morlakvezér egyik erőssége volt. A 18. században a jelentőségét vesztett várat végleg elhagyták. Romjai Mokra Polja közelében a Zrmanja által három oldalról körülvett meredek sziklán találhatók. Észak-déli kiterjedése mintegy 42 méter, kelet-nyugati kiterjedése 34 méter. A legmagasabb ponton található a középkori vár magja az erős vártoronnyal , melyhez nyugatról és délnyugatról csatlakoznak az erődfalak és a többi épület, melyek védelmi funkciójuk megszűntével lakóépület céljára is szolgáltak.